# Rock expérimental
Sous-genres
Zeuhl, krautrock
Genres dérivés
Rock progressif, new wave, new prog
Genres associés
Art rock, rock progressif, math rock, post-rock, no wave, noise rock, art punk, free rock
Le rock expérimental, ou rock d'avant-garde, est une forme musicale basée sur des expérimentations du rock avec des éléments basiques d'autres genres musicaux ou qui repousse les limites de la composition traditionnelle. Les musiciens adoptant cette forme musicale personnalisent leur composition que ce soit au niveau du tempo, du rythme, des instruments parfois inhabituels dans le rock, ou des morceaux vocaux.
La fin des années 1960 assiste à la popularisation explosive d'expérimentations faites sur le rock. Des groupes s'inspirent de musiciens free jazz comme John Coltrane et Sun Ra, et de compositeurs avant-gardistes comme John Cage et Karlheinz Stockhausen. The Beatles mêlaient pop et techniques classiques, et exploraient divers sonorités. D'autres groupes expérimentaux de cette époque incluent Captain Beefheart and the Magic Band et The Mothers of Invention. Une autre vague de groupes de rock expérimental émerge au début des années 1970. À cette période, la scène krautrock émerge en Allemagne et implique des groupes psychédéliques tels que Amon Düül II et Popol Vuh, des groupes de collages sonores comme Faust, et le groupe très improviste Can.
Dans les années 1990, des artistes comme Ween et Redd Kross continuent dans la lignée de leurs prédécesseurs mais avec moins d'impact. La musique industrielle mêle plusieurs genres incluant musique bruitiste, ambient, folk, post-punk et dance. Les sous-genres les plus rentables de la scène post-industrielle sont le metal et le rock industriel ; Ministry et Nine Inch Nails sont auteurs d'albums certifiés disques de platine,.

## Histoire

### Années 1960
Le milieu et la fin des années 1960 connaissent une véritable explosion au niveau des expérimentations sonores dans le rock, comme conséquences de l'intégration d'influences toutes fraîches venus du free jazz avec des artistes comme John Coltrane et Sun Ra, ou de la musique contemporaine avec des compositeurs tels que John Cage et Karlheinz Stockhausen. Les groupes expérimentaux remarquables de cette période sont par exemple Pink Floyd, The Grateful Dead, The Red Krayola, The Velvet Underground, Captain Beefheart and the Magic Band, Frank Zappa and The Mothers of Invention, ainsi que certaines compositions des Beatles ou du Jimi Hendrix Experience.

### Années 1970
Au début de la décennie suivante arrive une nouvelle vague de groupes de rock expérimental, toujours sous l'influence des précédents. On peut par exemple citer la scène krautrock en Allemagne, avec des groupes psychédéliques comme Amon Düül II, des artistes pratiquant le collage sonore tels que Faust, et la musique improvisée difficilement qualifiable de Can. Brian Eno est une autre figure importante du moment, tout spécialement lorsqu'il quitte Roxy Music avec l'idée de suivre sa propre voie, ce qui l'amènera en dernier lieu à inventer le terme d'« ambient music ». Au cours de cette même période, d'autres artistes tels que David Bowie et Scott Walker s'éloignent eux aussi des courants apparentés à la pop music pour se tourner vers des expérimentations, tant au niveau du travail de production que de la composition des chansons.
Une facette particulièrement expérimentale du rock progressif (qui par essence déjà tendait à l'expérimentation) se développe chez un certain nombre de groupes qui intègrent également les influences de la musique contemporaine, comme Magma, Area ou Univers Zero. Beaucoup de groupes de rock progressif expérimental sont toujours actifs de nos jours, notamment Magma, Sleepytime Gorilla Museum et Koenji Hyakkei. L'un des groupes de rock les plus avant-gardistes est sans doute The Residents, rattaché au post-punk (alors que leur formation date de 1969). À la fin des années 1970, l'explosion du punk rock produit un grand nombre de contrecoups expérimentaux, remarquables surtout dans le cadre du dénommé « post-punk ». Ce genre inclut depuis les punk rockers « arty » de Pere Ubu et Suicide jusqu'au rock bruyant de Public Image Ltd. et à l'ambient de This Heat. D'autres rejetons du mouvement punk sont la musique industrielle (Cabaret Voltaire, Einstürzende Neubauten, et Throbbing Gristle) et toute la vague no wave (James Chance and the Contortions, Lucrate Milk, et DNA).

### Années 1980

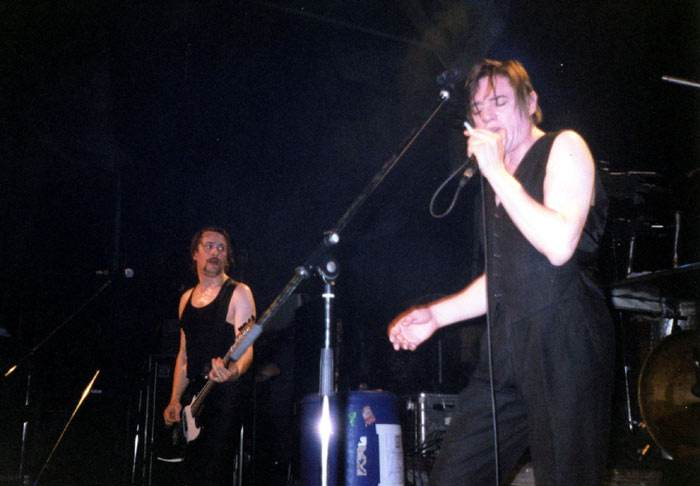
Einstürzende Neubauten.

Les années 1980 voient l'essor d'une scène indépendante héritière des enseignements du Velvet Underground, que l'on retrouve dans le rock indépendant de Sonic Youth, Dinosaur Jr., Big Black, Nyah Fearties, Lucrate Milk, Tom Waits ou Krackhouse.

### Années 1990
De nombreux groupes de rock indé se tournent vers l'expérimentation ; bon nombre d'entre eux sont rangés sous l'ample bannière du « post-rock ». Parmi les figures majeures de ce style on peut citer Slint, particulièrement influencé par le punk hardcore, le rock intimiste de Rachel's teinté de musique classique, les paysages sonores massifs de Godspeed You! Black Emperor, ou les derniers travaux de Talk Talk, marqués par l'influence de Miles Davis et de l'ambient.

### Années 2000
Tout au long des années 1990 d'autres formes de rock indé non instrumentales se tournent également vers l'expérimentation. Quelques-uns des innovateurs dans ce domaine sont liés au collectif Elephant 6, comme Neutral Milk Hotel et The Olivia Tremor Control ; ils seront suivis par d'autres comme Deerhoof, Liars, U.S. Maple, Xiu Xiu, Man Man, The Fiery Furnaces, et TV on the Radio.
Une nouvelle vague de groupes post-hardcore et new prog (terme qui désigne un ensemble de groupes de rock alternatif incorporant des éléments tirés du rock progressif) se lancent également dans l'expérimentation sonore: The Mars Volta, Circa Survive, The Sound of Animals Fighting (en), Mew et Dredg. Yuri Landman est un luthier expérimental qui a créé plusieurs instruments pour Sonic Youth, Liars, Lightning Bolt, Half Japanese, Alpine decline.